# Veronica teucrium
Veronica teucrium là một loài thực vật có hoa trong họ Mã đề. Loài này được L. miêu tả khoa học đầu tiên năm 1762.

## Hình ảnh

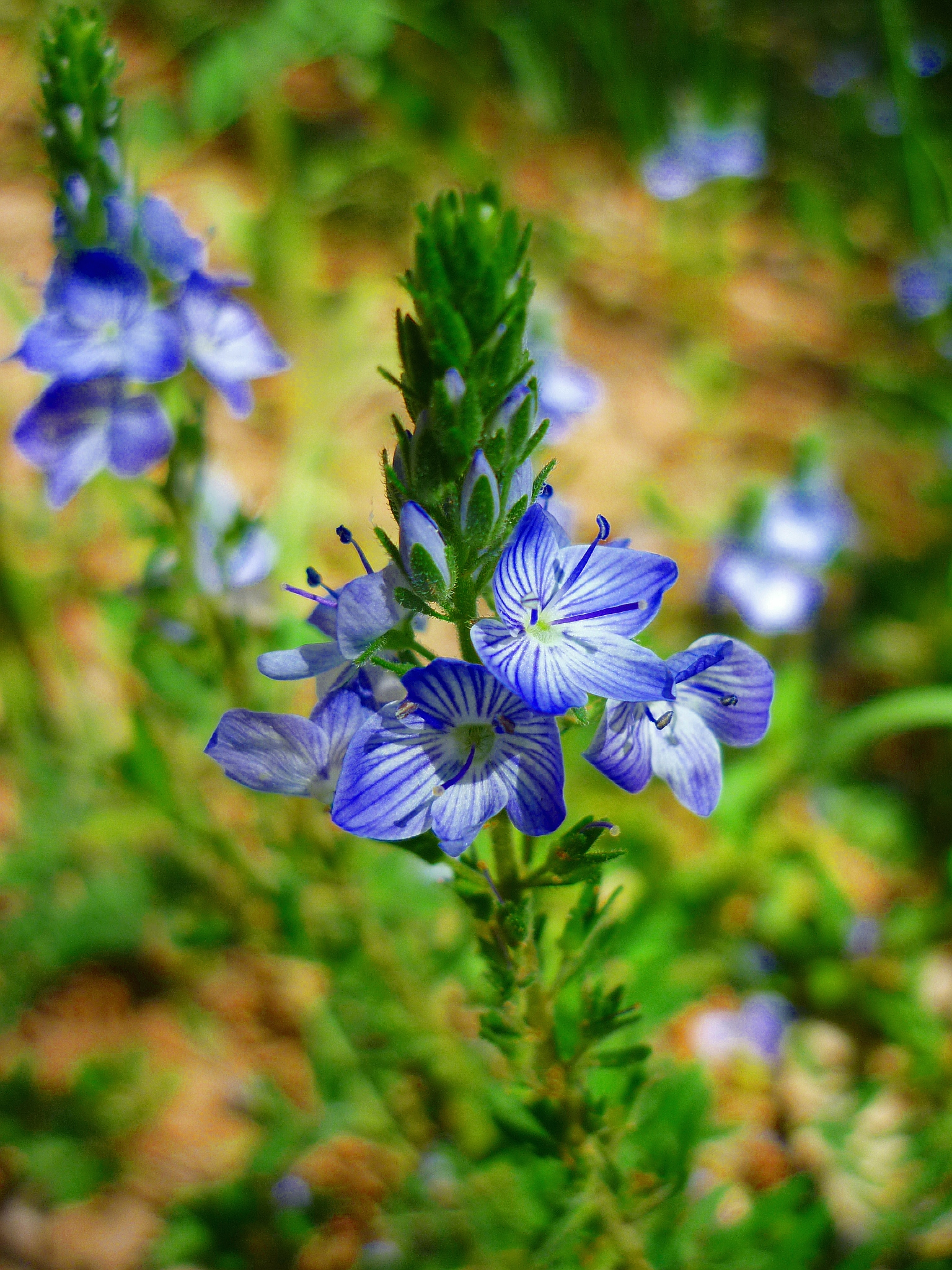
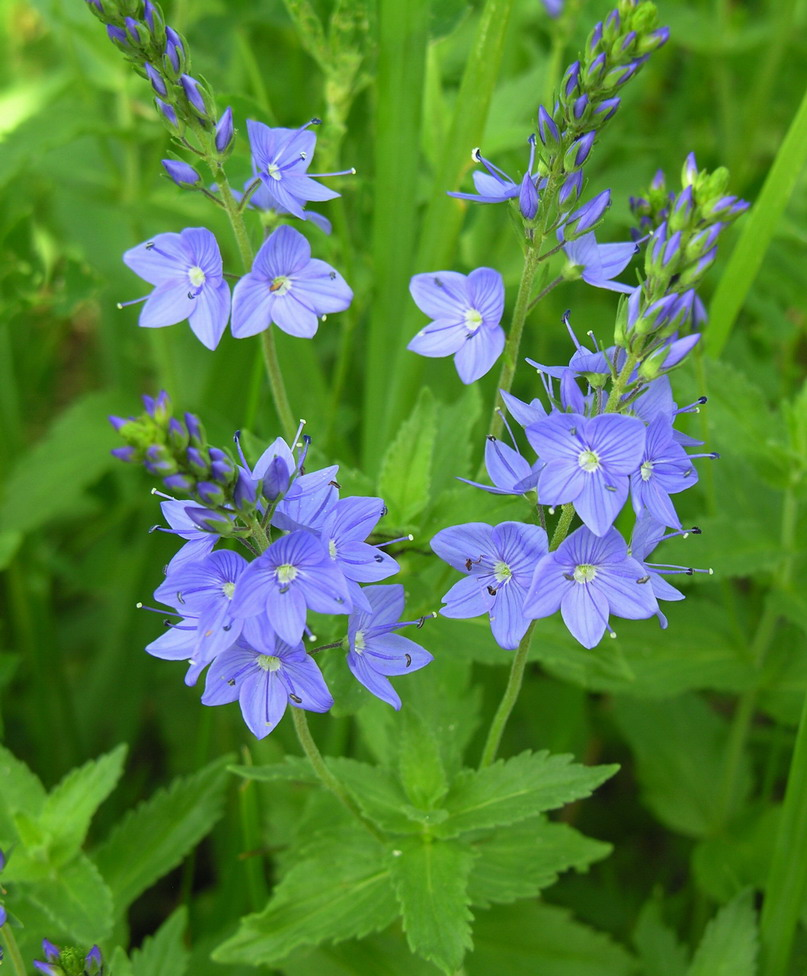